# Ana Rovita
Ana Rovita (* 30. März 1991 in Jepara, Jawa Tengah) ist eine indonesische Badmintonspielerin. 

## Karriere
Ana Rovita wurde 2009 Dritte im Dameneinzel bei den Djarum Open und den Auckland International. 2010 siegte sie, ebenfalls im Dameneinzel, bei den Brazil International und wurde jeweils Dritte bei den Cyprus International, bei den Singapur International und dem India Open Grand Prix. Nach Abschluss der Saison 2010 erzielte sie am 14. April 2011 mit Platz 51 ihre bislang beste Position in der Weltrangliste.

## Sportliche Erfolge (Auswahl)
| Saison | Veranstaltung                                | Disziplin   | Platz  |
| ------ | -------------------------------------------- | ----------- | ------ |
| 2008   | Indonesische Junioren-Badmintonmeisterschaft | Dameneinzel | Gold   |
| 2009   | Indonesische Junioren-Badmintonmeisterschaft | Dameneinzel | Gold   |
| 2009   | Junioren-Badmintonasienmeisterschaft         | Dameneinzel | Bronze |
| 2009   | Indonesia International                      | Dameneinzel | 5      |
| 2009   | Auckland International                       | Dameneinzel | Bronze |
| 2010   | Brazil International                         | Dameneinzel | Gold   |
| 2010   | Cyprus International                         | Dameneinzel | Bronze |
| 2010   | India Grand Prix                             | Dameneinzel | Bronze |
| 2010   | Singapur International                       | Dameneinzel | Bronze |
| 2011   | Indonesische Superliga                       | Dameneinzel | Bronze |
| 2013   | Kharkiv International                        | Dameneinzel | Silber |
| 2013   | India International                          | Dameneinzel | Silber |
| 2014   | USM International                            | Dameneinzel | Silber |